# Jane Asher

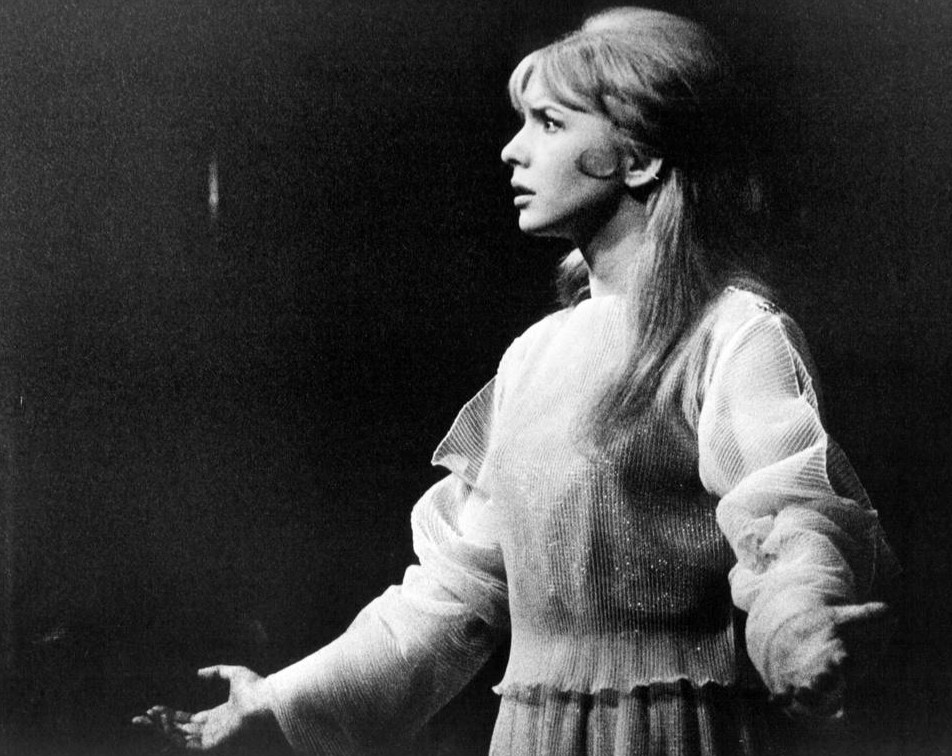
Jane Asher als Juliet in Romeo and Juliet tijdens de tour in de VS in 1967 van de Bristol Old Vic

Jane Asher (Londen, 4 april 1946) is een Brits actrice en schrijfster.

## Biografie
Jane Asher werd in 1946 geboren als middelste van drie kinderen van Richard Alan John en Margaret Asher (geboren Eliot), in Willesden, Londen. Haar vader was werkzaam in het Central Middlesex Hospital en haar moeder professor aan de Guildhall School of Music and Drama. Asher volgde school aan het Queen's College in Londen.
Asher kreeg als kindactrice voor de eerste maal een rol in Mandy (1952) waarna een rol volgde in de sciencefictiefilm The Quatermass Xperiment (1955). Ze acteerde gedurende haar carrière in films, televisieseries en in radioprogramma's. Ze speelde veel  theater, onder andere in de toneeladaptatie van Festen in 2004 in het Arts Theatre.
Asher is schrijfster van een aantal romantische bestseller en publiceerde tientallen lifestyle-, kook- en cakedecoratieboeken onder de titel Jane Asher's Kitchen. Daarnaast schreef zij kinderboeken waarin het personage Moppy als hoofdpersoon fungeerde.
Op 18 april 1963 interviewde de toen 17-jarige Jane Asher The Beatles in de Royal Albert Hall in Londen, waarna een vijf jaar durende relatie met Paul McCartney begon. Zijn relatie met Asher inspireerde McCartney bij het schrijven van verscheidene Beatles-songs als "All My Loving", "No Reply", "I'm Looking Through You" en "For no one". Janes broer Peter Asher was lid van het duo Peter & Gordon. Het duo mocht een paar liedjes van de hand van McCartney opnemen, waaronder "A World without Love", dat een wereldwijde hit werd.
In 1971 ontmoette Asher de illustrator Gerald Scarfe met wie ze trouwde in 1981. Samen hebben ze drie kinderen.